# Allen Morgan
Pour les articles homonymes, voir Morgan.
Allen Jerome Morgan, né le 16 juillet 1925 à Seattle et mort le 12 septembre 2011 dans la même ville, est un rameur d'aviron américain. 

## Carrière
Allen Morgan a participé aux Jeux olympiques de 1948 à Londres. Il a remporté en tant que barreur la médaille d'or en quatre avec barreur, avec Warren Westlund, Bob Martin, Bob Will et Gordy Giovanelli.